# پرودرایو
پرودرایو (انگلیسی: Prodrive) یک شرکت طراحی و تولید خودروهای مسابقه‌ای در کشور انگلستان است.
این شرکت که در سال ۱۹۸۴ تأسیس شده مقر آن در بنبری، انگلستان است. پرودرایو طراحی و ساخت قطعات خودروهای تیم‌هایی همچون استون مارتین، مینی و فولکس‌واگن را انجام می‌دهد.